# Космос-1030
Космос-1030 — советский разведывательный спутник раннего предупреждения о пуске баллистических ракет с континентальной части США запущенный 6 сентября 1978 с космодрома «Плесецк» в рамках программы «Око». Был взорван на орбите.

## Запуск
Запуск «Космоса-1030» состоялся в 3:04 по Гринвичу 6 сентября 1978 года. Для вывода спутника на орбиту использовалась ракета-носитель «Молния-М». Старт был осуществлён с площадки космодрома «Плесецк». После успешного вывода на орбиту спутник получил обозначение «Космос-1030», международное обозначение 1978-083A и номер по каталогу спутников 11015.
«Космос-1030» эксплуатировался на высокой эллиптической околоземной орбите. По состоянию на 6 сентября 1978 года он имел перигей 650 километров, апогей 40100 километров и наклон 62,8° с периодом обращения 726 минут.

## Инцидент
В связи с невозможностью нормальной эксплуатации космического аппарата 10 октября 1978 года на околоземной орбите спутнику «Космос‑1030» была отдана команда на самоуничтожение. В результате взрыва в космосе образовалось облако обломков, всего было каталогизировано 4 фрагмента.

## Космический аппарат
«Космос-1030» принадлежал к серии спутников УС-К, которая была разработана НПО Лавочкина по программе «Око» для идентификации пусков ракет с континентальной части США с помощью оптических телескопов и инфракрасных датчиков.